# DirectX
A DirectX (továbbiakban DX) a Microsoft cég egyik csomagja a Windows operációs rendszerhez. Tipikusan multimédiás alkalmazások használják: játékok, média lejátszók és ehhez hasonló programok. Népszerűségét többek között annak köszönheti, hogy már a Windows 95-től kezdődően a DX a Windows rendszer szerves része.
A programozó szempontjából a DX jelentősen megkönnyíti a munkát, hiszen nem csak hogy nem kell egy-egy programnál az alapoktól indulnia, hanem lehetőséget biztosít arra is, hogy hardverfüggetlen programot írjon.

## Felépítése
A DX több ezer API függvényt definiál, amiket az alkotók kisebb modulokra bontottak aszerint, hogy mi a feladatuk. A rendszer a Microsoft COM technológiáját alkalmazza.
- DirectGraphics: a DX kilences verziójában egyesítették a rendszer két elemét:
  - DirectDraw: a kétdimenziós grafikáért felelős
  - Direct3D: a háromdimenziós megjelenítésért felelős
- DirectInput: a bemeneti eszközöket kezeli: a billentyűzetet, egeret, gamepad-ot, és minden más elképzelhető perifériát is
- DirectMusic: feladata a zenelejátszás; például játékokban a háttérzenét a DirectMusic szolgáltathatja
- DirectSound: hanglejátszás és felvétel a feladata
- DirectPlay: a hálózati kommunikációt egyszerűsíti le. A nyolcas verzióban jelent meg
- DirectShow: multimédiás anyagok megjelenítését végzi, a legtöbb lejátszó program ezt használja
- DirectSetup: a DirectX API összetevőinek telepítéséhez szükséges

## Története

DxDiag a DirectX 6.1-ből (4.06.02.0436)
fut Windows 95 / DirectX 1.0 alatt

A kilencvenes évek közepén megjelent Windows 95 új korszakot nyitott a számítástechnika történetében. Hiába az újdonság, egy hatalmas problémával szembesültek a Microsoft fejlesztői. A probléma az volt, hogy míg a valós módban futó DOS lehetővé tette a hardver közvetlen elérését, és ezzel iszonyú gyors programok elkészítését, addig a védett módú Windows kernel kisajátította magának az erőforrások kezelését, és egy teljesen egységesített kezelőfelületet (Windows API) biztosított a felhasználói programok számára.
A Windows API tehát lehetővé tette, hogy hardverfüggetlen programokat lehessen írni, a gyakorlatban viszont hamarosan kiderült, hogy az egységesítés bizony jelentősen csökkenti a rendszer teljesítményét. A Microsoftnál így rájöttek, hogy a programozóknak szükségük van arra, hogy továbbra is közvetlenül hozzáférhessenek a hardverhez, de nem akarták feladni a védett mód előnyeit. Már csak pár hónap volt hátra a bemutatóig, amikor is megszületett a DX elődje, a Windows Games SDK.
A DirectX gyorsan fejlődött, és hamarosan megjelent a Direct3D. A fejlesztők így egy alternatívát kínáltak az addig a 3D-s grafikában egyedülálló OpenGL-nek. (A Windows NT már a kezdetektől támogatta az OGL-t). A DirectX és az OpenGL versenye egyébként a Microsoft üzletpolitikájának a tipikus példája. Az OpenGL egy több platformos gyűjtemény, a DX azonban csak Windows rendszereken fut.
A DX-nek volt egy hatalmas előnye nyílt társával szemben: az Open GL „csak” grafikai támogatást nyújt, a DirectX viszont a multimédia minden területén (A beviteltől a hangokon, és hálózaton át a megjelenítésig) támogatást nyújt.
Az első DirectX, amely támogatja pixel és vertex shadereket, a DirectX 8. A DirectX 9 támogatja a vertex és pixel shaderek második generációját, 2004-től pedig már a 3.x-es shadergeneráció is támogatva van (DirectX 9.c).
A DirectX az évek során többször is jelentős változásokon esett át.
- DirectX 5 A DirectX lemaradásait igyekeztek pótolni vele, az OpenGL tükrében.
- DirectX 6 Az első DirectX, amely támogatja a multitextúrázást.
- DirectX 7 A DirectX 6 kibővített változata, melyben lehetőség van arra, hogy a fénykezelést és a transzformálást hardveresen gyorsíthassa a grafikus kártya (T&L).
- DirectX 8 Az első DirectX, amely támogatja a shadereket.
- DirectX 9 Ebben a verzióban egyesítették a programozók a korábban különálló DirectShow és Direct3D komponenseket. Ezek után a két egység feladatát a (kibővített) Direct3D látta el.
- DirectX 10 Többek között a Windows Vista-ban megjelent új drivermodell miatt a DirectX maga is számos újítást hozott magával. Ezek nem csak új képességeket, de szerkezeti változásokat is jelentettek. XP-re nem jelent meg, ez a verzió nem terjedt el.
- DirectX 11 A Windows 7-tel együtt jelent meg, a célja a DirectX 10 leváltása. Néhány modern, AAA kategóriás számítógépes játék használja. Széles körben idáig nem terjedt el, tekintve, hogy bonyolult, mert kizárólag shader alapokon vezérelhető, és nem támogatja az XP-t.
- DirectX 12 A Windows 10-hez készült, de a játékfejlesztők lehetőséget kapnak DirectX 12 futtatásra Windows 7 környezetben is. A World of Warcraft: Battle for Azeroth volt az első játék Windows 7 alatt, ami DirectX 12-ben futott.

### Verziói
| 1995 | DirectX 1  |
| 1996 | DirectX 2  |
| 1996 | DirectX 3  |
| 1997 | DirectX 5  |
| 1998 | DirectX 6  |
| 1999 | DirectX 7  |
| 2000 | DirectX 8  |
| 2001 |            |
| 2002 | DirectX 9  |
| 2003 |            |
| 2004 |            |
| 2005 |            |
| 2006 | DirectX 10 |
| 2007 |            |
| 2008 |            |
| 2009 | DirectX 11 |
| 2010 |            |
| 2011 |            |
| 2012 |            |
| 2013 |            |
| 2014 |            |
| 2015 | DirectX 12 |

| DirectX verzió | Verziószám          | Operációs rendszer                                                             | Megjelenési dátum            |
| -------------- | ------------------- | ------------------------------------------------------------------------------ | ---------------------------- |
| DirectX 1.0    | 4.02.0095           |                                                                                | 1995. szeptember 30.         |
| DirectX 2.0    | ?                   |                                                                                | 1996                         |
| DirectX 2.0a   | 4.03.00.1096        | Windows 95 OSR2 és NT 4.0                                                      | 1996. június 5.              |
| DirectX 3.0    | 4.04.00.0068        |                                                                                | 1996. szeptember 15.         |
| DirectX 3.0    | 4.04.00.0069        |                                                                                | 1996                         |
| DirectX 3.0a   | 4.04.00.0070        | Windows NT 4.0 SP3-tól utolsó DirectX verzió, ami támogatja a Windows NT 4.0-t | 1996. december               |
| DirectX 3.0b   | 4.04.00.0070        |                                                                                | 1996. december               |
| DirectX 4.0    | sosem készült el    |                                                                                |                              |
| DirectX 5.0    | 4.05.00.0155 (RC55) |                                                                                | 1997. július 16.             |
| DirectX 5.2    | 4.05.01.1600 (RC00) | DirectX 5.2 Windows 95-re                                                      | 1998. május 5.               |
| DirectX 5.2    | 4.05.01.1998 (RC0)  | Windows 98 exkluzív                                                            | 1998. június 25.             |
| DirectX 6.0    | 4.06.00.0318 (RC3)  | Windows CE                                                                     | 1998. augusztus 7.           |
| DirectX 6.1    | 4.06.02.0436 (RC0)  |                                                                                | 1999. február 3.             |
| DirectX 6.1a   | 4.06.03.0518 (RC0)  | Windows 98 SE exkluzív                                                         | 1999. május 5.               |
| DirectX 7.0    | 4.07.00.0700 (RC1)  |                                                                                | 1999. szeptember 22.         |
| DirectX 7.0    | 4.07.00.0700        | Windows 2000                                                                   | 2000. február 17.            |
| DirectX 7.0a   | 4.07.00.0716 (RC0)  |                                                                                | 2000. március 8.             |
| DirectX 7.0a   | 4.07.00.0716 (RC1)  |                                                                                | 2000                         |
| DirectX 7.1    | 4.07.01.3000 (RC1)  | Windows Me exkluzív                                                            | 2000. szeptember 14.         |
| DirectX 8.0    | 4.08.00.0400 (RC10) |                                                                                | 2000. november 12.           |
| DirectX 8.0a   | 4.08.00.0400 (RC14) | az utolsó verzió Windows 95 támogatással                                       | 2001. február 5.             |
| DirectX 8.1    | 4.08.01.0810        | Windows XP, Windows Server 2003 és Xbox exkluzív                               | 2001. október 25.            |
| DirectX 8.1    | 4.08.01.0881 (RC7)  |                                                                                | 2001. november 8.            |
| DirectX 8.1a   | 4.08.01.0901 (RC?)  | ez a verzió tartalmaz egy frissítést a Direct3D-hez (D3d8.dll)                 | 2002                         |
| DirectX 8.1b   | 4.08.01.0901 (RC7)  | Egy javítást tartalmaz a DirectShow-hoz Windows 2000 (Quartz.dll) alatt        | 2002. június 25.             |
| DirectX 8.2    | 4.08.02.0134 (RC0)  | Ugyanaz, mint a DirectX 8.1b, de tartalmazza a DirectPlay 8.2-t                | 2002                         |
| DirectX 9.0    | 4.09.00.0900 (RC4)  |                                                                                | 2002. december 19.           |
| DirectX 9.0a   | 4.09.00.0901 (RC6)  |                                                                                | 2003. március 26.            |
| DirectX 9.0b   | 4.09.00.0902 (RC2)  |                                                                                | 2003. augusztus 13.          |
| DirectX 9.0c   | 4.09.00.0903        | Windows XP SP2 exkluzív                                                        |                              |
| DirectX 9.0c   | 4.09.00.0904 (RC0)  |                                                                                | 2004. augusztus 4.           |
| DirectX 9.0c   | 4.09.00.0904        | Windows XP SP2, Windows Server 2003 SP1, Windows Server 2003 R2 és Xbox 360    | 2004. augusztus 6.           |
| DirectX 9.0c   | 4.09.00.0904 (RC0)  |                                                                                | utolsó verzió: 2008. március |
| DirectX 10     | 6.00.6000.16386     | Windows Vista exkluzív                                                         | 2006. november 30.           |
| DirectX 10.1   | 6.00.6001.18000     | Windows Vista SP1, Windows Server 2008                                         | 2008. február 4.             |
| DirectX 10.1   | 6.00.6002.18005     | Windows Vista SP2, Windows Server 2008 SP2                                     | 2009. április 28.            |
| DirectX 11     | 6.00.6002.18107     | Windows Vista SP2, Windows Server 2008 SP2, Windows 7, Windows Server 2008 R2  | 2009. október 27.            |
| DirectX 11     | 6.01.7600.16385     | Windows 7, Windows Server 2008 R2                                              | 2009. október 22.            |
| DirectX 11     | 6.01.7601.17514     | Windows 7 SP1, Windows Server 2008 R2 SP1                                      | 2011. február 16.            |
| DirectX 11.1   | 6.02.9200.16384     | Windows 8, Windows RT, Windows Server 2012                                     | 2012. október 26.            |
| DirectX 11.2   | 6.03.9600.16384     | Windows 8.1, Windows RT, Windows Server 2012 R2                                | 2013. október 18.            |
| DirectX 12.0   | 10.00.10240.16384   | Windows 10, Xbox One                                                           | 2015. július 29.             |
| DirectX 12.0   | 10.00.15063.0000    | Windows 10                                                                     | 2017. március 20.            |
| DirectX 12.0   | 10.00.17763.0000    | Windows 10                                                                     | 2019. november 20.           |
| DirectX 12.1   | 10.00.17763.0001    | Windows 10, DirectX Raytracing támogatás hozzáadva                             | 2018. október 2.             |
| DirectX 12.1   | 10.00.18362.0116    | Windows 10, Variable Rate Shading (VRS) támogatás hozzáadva                    | 2019. május 19.              |
| DirectX 12.2   | 10.00.19041.0928    | Windows 10, Ultimate                                                           | 2020. november 10.           |
| DirectX 12.2   | 10.00.22000.1000    | Windows 11                                                                     | 2021. október 5.             |

## Összetevői

### Direct3D
A DX talán legismertebb eleme. Rengeteg Windows rendszerre írt játék ezt a 3D-s függvénykönyvtárat használja. A DirectX 10-től kezdve elhagyták a fixed-function felépítést, a grafika renderelése shadereken keresztül lehetséges, hasonlóan az OpenGL ES2-höz.
A Direct3D használata három alapvető lépésre bontható:
1. Előkészítés
2. Megjelenítés
  1. Transzformációk
  2. Renderelés
3. Lezárás

Az első lépésben a program csatlakozik a Direct3D rendszerhez, beállítja a képernyő tulajdonságait és elvégzi az alkalmazásspecifikus feladatokat is. A második és a harmadik lépés általában egy ciklusban ismétlődik a program futása során.

### DirectShow
A DirectShow a DX multimédiás tartalmak megjelenítéséért felelős komponense. Működése hihetetlenül egyszerű. A rendszer egy ún. szűrő-gráfot (FilterGraph) épít fel, a lejátszás során pedig átbocsátja az adatokat ezen a struktúrán. Főleg videólejátszó programok használják, a helyét már átvették más technológiák.

### DirectDraw
A DirectX kétdimenziós megjelenítését végezte, így a szövegek megjelenítését vagy a képek kirajzolását. A DirectX 8-tól kezdődően már nincs külön DirectDraw, integrálták a Direct 3D rendszerbe. Főleg régebbi 2D-s játékszoftverek használják.

### DirectInput
A beviteli eszközök (billentyűzet, egér, játékvezérlők) kezeléséért felelős komponense. A DirectX 8 óta nem változott. Ritkán használják.

### DirectPlay
Célja, hogy a számítógépes játékok hálózaton keresztüli kommunikációjához egyszerű interfészt nyújtson. Nem volt képes felvenni a versenyt a tradicionális, tcp/udp/socket alapú hálózatkezeléssel, így nem terjedt el.